# 朝比奈周平ミステリー
『朝比奈周平ミステリー』（あさひなしゅうへいミステリー）は、1991年から1992年に日本テレビ系「火曜サスペンス劇場」で放送されたテレビドラマシリーズ。全4作。主演は水谷豊。
キャストやスタッフは『浅見光彦ミステリー』とほぼ共通している。　

## キャスト

### 朝比奈家
朝比奈周平
演 - 水谷豊
フリーライター。
朝比奈玲子
演 - 浅茅陽子（第1作 - 第3作）
周平の姉。
朝比奈容子
演 - 乙羽信子
周平の母。

### ゲスト
第1作「出雲路殺人事件」（1991年）
- 中沢夕子（中沢の娘） - 西村知美
- 笠井（米子北警察署 刑事） - 斉藤洋介
- 浦部建二（清美の同棲相手） - 河原崎次郎
- 梶原清美（クラブ「清美」ママ） - 児島美ゆき
- 清水寺 住職 - 江藤漢
- 皆生温泉華水亭の従業員 - 川俣しのぶ
- 広瀬町公民館（講演会場）の職員 - 阪上和子
- クラブ清美のバーテン - 片桐竜次
- 本村（中沢の秘書） - 三谷昇
- 村越（島根県警の部長刑事） - 浜田寅彦
- 中沢章男（島根県広瀬町の郷土史家・戦国武将山中幸盛の研究家・元県議会議員） - 織本順吉
- 千葉裕子、角田よし子、渋谷優子、古川明美、古屋亜衣美、滝一也

第2作「西海道殺人事件」（1991年）
- 江口さおり（久子の娘・大学生） - 安永亜衣
- 小谷（刑事） - 河原さぶ
- 宮本なつ（スナックのママ） - 朝比奈順子
- 津村和之 - 金内喜久夫
- 米田健（長崎でビードロの製造販売） - 大林丈史
- 米田（米田の弟） - 頭師佳孝
- 江口久子（オルゴール教室の先生） - 大空眞弓
- 川上夏代、永幡洋、斉藤智子、細野哲弘、野村裕美、三宅ゆみか、鈴木奈津子、瀬戸美奈子

第3作「丹後路殺人事件」（1992年）
- 津村みゆき（周平の見合い相手） - 森口瑤子
- 津村昭則（みゆきの父） - 加藤和夫
- 京都地方検察庁特捜部検事 - 伊藤洋三郎
- 漁師 - 矢野宣
- 二十五年会世話人 - 梅津栄
- 三浦（刑事） - 井上康
- 西崎えり子（クラブ「メテオレ」ママ） - 松井紀美江
- 原口（警視庁捜査一課 刑事） - 小坂一也
- 浦部敏之（会社員） - 滝田裕介
- 今井和子、西初恵、佐藤耐二、THEVELVETS、阪上和子、山本与志恵、北川真由美、田子裕史、木川一大、漢那憲哉、菅原有吾、桑原富和

第4作「木曽路殺人事件」（1992年）
- 塚本奈津子（塚本の娘） - 中山忍
- 斉藤（文芸部顧問） - 藤木悠
- 中根基之（建設庁課長） - 大杉漣
- 畑山悟（建築士） - 中根徹
- 塚本源治（行方不明の男性） - 森本レオ
- 河合久美 - 土田早苗
- 牧村（松本北警察署 刑事） - 石橋蓮司
- 榎隆造（元長距離選手） - 石立鉄男
- 中上ちか、岸端宏樹、川島英文、高橋亮治、伊藤祐子、小森信子、小森あゆみ、小森直人

## スタッフ
- 企画 - 小坂敬、長富忠裕
- 脚本 - 岡本克己
- 音楽 - 佐藤允彦
- 監督 - 出目昌伸（第1作 - 第3作）、森﨑東（第4作）
- プロデューサー - 長富忠裕（日本テレビ）、赤司学文（近代映画協会）、石川好弘（近代映画協会）
- 制作 - 日本テレビ
- 製作著作 - 近代映画協会

## 放送日程
| 話数 | 放送日        | サブタイトル   | 脚本     | 監督     | 視聴率 | 主なロケ地                                 |
| ---- | ------------- | -------------- | -------- | -------- | ------ | ------------------------------------------ |
| 1    | 1991年3月26日 | 出雲路殺人事件 | 岡本克己 | 出目昌伸 | 15.5%  | 鳥取県米子市、島根県松江市、安来市、広瀬町 |
| 2    | 10月15日      | 西海道殺人事件 | 岡本克己 | 出目昌伸 | 16.2%  | 長崎県長崎市、福江市（福江島）             |
| 3    | 1992年4月21日 | 丹後路殺人事件 | 岡本克己 | 出目昌伸 | 17.3%  | 京都府舞鶴市、宮津市、伊根町               |
| 4    | 10月20日      | 木曽路殺人事件 | 岡本克己 | 森崎東   | 21.9%  | 長野県松本市                               |

- 視聴率はビデオリサーチ調べ、関東地区・世帯